# Project Wingman
『Project Wingman』（プロジェクト・ウィングマン）とはSector D2が開発したコンバットフライトアクションゲーム。アビ・ラフマーニー（RB-D2）が単独で開発の多くをこなしているインディーゲームである。

## ゲーム内容
プレイヤーは戦闘機を操縦し、様々な作戦で任務をこなしていく。ゲームモードはキャンペーンモードとコンクエストモードに分かれる。
キャンペーンモードは「大厄災」によって現実世界とは大きく違う歴史を辿った世界を舞台としており、シカリオ傭兵団の一員であるモナークとなって、連邦との戦いを描くストーリーを進めていく。ミッションをクリアして得られるスコアで、操縦可能な戦闘機を新たに手に入れることができる。コンクエストモードはカスカディア各地で連邦と戦って領地を獲得していき、敵もアラートレベルに応じて強化されていくという、戦闘面に重きを置いたモードとなっている。
難易度は両者共通でイージー、ノーマル、ハード、傭兵の4種類からなる。また、敵の数を2倍にしたり、自機の攻撃力を上げる代わりに被ダメージも数倍になるといったオプションを任意につけることができる。
操作はキーボード＋マウス、ゲームパッドの他、DirectInputに対応したフライトスティックと、VRヘッドセットにも対応している。
2023年10月4日、PS5版として「Project Wingman: Frontline 59」が発売された。PS VR2に対応した6種のミッションからなる新たなキャンペーンモードが追加されている。
2024年12月2日、Steam版でDLCとして「Project Wingman: Frontline-59 Campaign」が配信開始。PS5版で追加されたミッションが遊べるようになった。

## ストーリー
キャンペーンモード
リング・オブ・ファイアで発生した地殻変動を受けて火山噴火や大地震が立て続けに起こる「大厄災」によって、世界各地は地形が変わるほどの打撃を受けた。巻き上がった火山灰によって太陽光は遮断され、地球は長期の寒冷期に突入した。その後復興した人類は暦を改め、AC（After Calamity）を用いた。大厄災の一因となった「コルディアム」と呼ばれる物質は多大なエネルギーを秘めており、世界はコルディアムを採掘できる地域とそうでない辺境に二分されるようになった。リング・オブ・ファイア一帯の国々で構成される巨大複合国家組織「連邦」は豊富なコルディアム採掘地域を抱える国々で構成されており、莫大なエネルギー資源をもって対外諸国に政治的・軍事的圧力をかけ、成長と拡大を繰り返していた。
AC432年。豊富なコルディアム採掘地域を抱え、加えて事実上連邦への準加盟状態にあるほど関係が深かった北米大陸西部の大国「カスカディア」では、連邦が対外拡張政策に自国のコルディアムを活用し始めたことに反発する声が強まり、遂には連邦からの独立を主張する「カスカディア独立軍」が武力蜂起する。しかしカスカディア内部でも連邦派・反連邦派で二分されるなどその意思は統一されておらず、一方で連邦は情報統制を行うと共に軍を動員することで蜂起を抑え込みにかかり、カスカディア独立軍は危機的状況に陥っていた。
そんな状況の中、クレオレ共和国の依頼でバーロック・プライヴェティアを攻撃していた傭兵組織「シカリオ傭兵団」のリーダーであるカイザーは、作戦中に遭遇した別の傭兵・マスターグース1から、カスカディアが独立を目論んでいること、それを阻止しようとする連邦との間に武力紛争が発生していることを知る。カイザーはそこで一儲けできると考え、独立軍と連絡を取ってカスカディア独立戦争に参戦することを決定。シカリオが擁する戦闘機部隊「ヒットマンチーム」隊長のモナークもまた、連邦との戦いに身を投じることとなる。
第59戦線キャンペーンモード
キャンペーンモードのミッション11「冷戦」から、ミッション15「権力の行く末」までの時間軸を舞台に、マガダン（ベーリング海峡西岸の連邦領）における戦いを描いた物語。連邦側の視点で描かれている。
ベーリング海峡の戦いで大敗を喫した連邦軍航空部隊は日付変更線を越えて連邦構成国のマガダン方面に撤退していたが、カスカディア独立軍の傭兵部隊は連邦軍を追撃しマガダン上空に達しつつあった。連邦はマガダンの予備役航空団「K-9」を招集し、K-9の隊長を務めるK-9A「ドライバー」は予備役とは思えないほどの腕前を発揮して敵部隊を退ける。一方、カスカディア独立軍上層部の一人である女性将校・ファウスト将軍は連邦本土を攻撃できる絶好の機会と判断し、マガダンへの上陸作戦を策定する。独立軍内部でも作戦を疑問視する声はあったものの結局独立軍のマガダン上陸作戦は実施され、K-9も連邦本土へ侵攻した独立軍との戦いにその身を投じることとなる。しかし、ファウストの目的は別の所にあった。

## 勢力
シカリオ傭兵団（Sicario Mercenary Corps）
カイザーが運営する傭兵組織。複数の飛行隊や空挺部隊、電子戦部隊、工作部隊、兵站部隊などを持つ。
物語当初はクレオレ共和国からの依頼で辺境で小さな仕事をしていたが、マスターグース中隊からの情報でカスカディア紛争への介入を決定し、連邦との戦いに参加する。
ユナイテッド・カスカディア（United Cascadia）
北米大陸の西部から北西部にかけての地域を領土とする国家（大厄災によって北米大陸は南北に巨大な裂け目ができており、カスカディアはその西岸にある）。首都はプレシディア。莫大なコルディアム産出地域を抱える資源大国であり、その国力は連邦にも匹敵する。連邦との関係が深く事実上の準加盟国ではあるものの、連邦とは異なりエネルギー資源を世界中に提供してインフラ支援などを行っているため、世界各国とは良好な関係を有している。
連邦とも友好関係にあったものの、連邦の対外拡張政策に反発する声が高まっており、カスカディア国防軍や民間人の独立派がカスカディア独立軍（CIF：Cascadian Independence Force）を結成して独立戦争を試みた。しかし、カスカディア国防軍自体が独立派と連邦派に二分するなど意思統一ができておらず、連邦軍の攻撃によって独立軍は開戦劈頭から不利な状況に立たされる。そこで独立軍はシカリオなどの傭兵を雇って戦力を補強し、連邦に対し反攻を試みる。
連邦（Federation）
太平洋沿岸のリング・オブ・ファイアの国々で構成される巨大複合国家組織。太平洋連邦（Pacific Federation）とも呼ばれる。マガダン、ウランバートル、オセアニアなどの国々が含まれるが、中枢国は太平洋を挟んでカスカディアの反対側に位置し、地表が見えないほど発展した都市が広がっている。
コルディアムや地熱資源が豊富な国々からなり、政治的・軍事的圧力による対外拡張政策を推進して他国を傘下に収め、拡大と成長を続けてきた。作中では、加盟国に対してインフラ統一や政治的傘下に置くなどの「連邦化」と呼ばれる統合政策を行っていることが度々言及されている。他にも、連邦憲章（Federation Charter）なる法律があることも言及されており、憲章内で民間空路の連邦軍使用や予備師団の動員及び指揮系統移管などが定められている。
カスカディアとも上述の通り関係は深かったが、その資源を自国に対外拡張政策に使用し始めたことでカスカディア内部からの反発が強まり、遂にはカスカディア独立軍による武装蜂起を招くこととなる。蜂起当初は連邦軍の全面勝利が予想されていたものの、シカリオの活躍によってカスカディアでの連邦軍は次第に劣勢となっていく。さらに「プロスペロの大惨事」（"コルディアム"の項目にて後述）を引き起こしたことで、西アフリカ協定（WAC）を始めとする諸外国からも公の非難に晒されることになる。
軍は総司令部「クリスタル・キングダム」隷下に通常の陸海空軍のほか、エアシップ運用を専門とする海軍（Vertical Navy：直訳すると垂直海軍）、治安維持軍（Federation Peacekeepers）と呼ばれる各国から集められた精鋭航空部隊も擁する。
サワイキ王国（Kingdom of Sawaiiki）
太平洋の中心に位置する島々からなる国家。現実でのハワイ諸島に位置している。
豊富な地熱資源を持つ連邦の同盟国であるものの、孤立主義と中立政策によって連邦への参加が遅れていた。正式に加盟しているわけではないが、サワイキの連邦化は徐々に進んでおり、港に連邦軍のエアシップ艦隊が停泊することを許可していた。
しかしカスカディア紛争中、カスカディアへ配備されようとしていた連邦エアシップ艦隊「タスクフォース1」がカスカディア独立軍の奇襲を受ける。タスクフォース1は壊滅し港も大きな打撃を被ったが、参加していたシカリオが作戦中に機転を利かせたためサワイキ王国軍との戦闘は発生しなかった。この攻撃を機に、サワイキは一転して連邦の責任を問う立場をとるようになる。
オセアニア（Oceania）
連邦を構成する国家の一つ。本編の15年前に連邦からの離脱を試みたが、それを阻止しようとした連邦の侵攻を受け占領された。
この「オセアニア戦争」はAC時代において最初の近代的な戦いとされており、連邦軍の軍事ドクトリンに大きな影響を与えたという。物語の舞台となるカスカディア紛争では連邦軍に戦力を提供している。
クレオレ共和国（Creole Republic）
北米大陸の大西洋沿岸に位置する辺境国。連邦への参加を目指しており、もし達成されれば大西洋沿岸国で初の連邦構成国となる。
発売からしばらくは「クリオール共和国」と表記されていたが、バージョンアップで「クレオレ共和国」に改訳された。
バーロック・プライヴェティア（Burlok Privateers）
クレオレ共和国沖南東のジェスタ諸島に本拠地を置く私掠船団。戦闘機や水上機などの航空兵力も所有する傭兵組織だが、あからさまな海賊行為に手を染めている。
物語の始まりにおいて、連邦の政府機関の一つである「世界エネルギー＆持続性維持省」事務局が所有する危険物質（その正体はエアシップを1年飛行させられる量のコルディアム）を輸送していた、連邦船籍の貨物船「メイリンクス」を拿捕する。連邦は交渉したものの失敗したことから、クレオレ共和国を介して危険物資の奪還もしくは破壊をシカリオに依頼。それを請けたシカリオによって、バーロックは本拠地を攻撃されることとなる。
辺境（The Periphery）
コルディアムや地熱資源に乏しい地域や国家の総称。他国からのエネルギー供給に依存せざるを得ない状態にある。
イカロス・アーモリーズ（Icarus Armories）
連邦の兵器を開発している軍需企業。多くのマッドサイエンティストを抱えており、奇抜な兵器の開発に長けているとされている。それ故に失敗するプロジェクトも多いが、成功したプロジェクトは最先端兵器の実用化に繋がっている。
劇中ではハルケマ工業団地を拠点としてSP-34Rの飛行データ収集や、それを活用したPW-Mk.Iの開発を行っていた。独立軍の襲撃により工業団地は陥落するも、PW-Mk.Iは脱出に成功し、以降連邦中枢国において開発を続行した。他にもタスクフォース1の改修作業や、ブライト要塞で保管されていた「スーパー・トーラス」と呼称される陸上戦艦（多数の武装を施した巨大重装軌装甲車両）の開発も手掛けている。
コンラッド・セキュリティ（Conrad Security）
イカロス・アーモリーズの依頼でハルケマ工業団地の警備を担当している民間警備企業。

## 用語
コルディアム（Cordium）
AC世界において幅広く使用される自然エネルギー資源。「大厄災」後に出現した未知の物質でもある。
絶縁体と自然金属の化合物が結晶化した物質とされ、僅かな量で莫大なエネルギーを生み出すことができるが、発火すると連鎖的に反応するため、管理を誤ると大爆発を引き起こす危険物質でもある。
作中の40年前にはカスカディアの主要都市であったソルスティチウムにおいて、コルディアムの誤った管理による爆発事故が発生。数千人の犠牲者を出した上に多数の住民が避難を余儀なくされ、ソルスティチウム自体もカスカディア国防軍によって封鎖されゴーストタウンと化す大惨事となった。事実この物質が「大厄災」の原因とも目されており、もし自然中に存在するコルディアムが連鎖反応を起こした場合は、大規模な嵐や巨大地震、火山噴火を誘発する最悪の事態を引き起こす。
作中では重要なエネルギー資源であり、兵器転用の試みもなされているがその試みはあまり成功せず、当初はレールガンや後述するエアシップの動力源として用いられる程度であった。しかしカスカディア紛争の後半までに、連邦軍が大量破壊兵器としての実用化に成功。カスカディア独立軍とシカリオの攻勢で陥落しかけていた要衝都市プロスペロに対し、活性化したコルディアム弾頭を搭載した大量の巡航ミサイルが撃ち込まれる（この攻撃は総司令部と治安維持軍により周到に準備されたもので、内容を知って拒否した現地指揮官を射殺してまで決行された）。
シカリオの迎撃空しく、プロスペロ奪還に当たっていた独立軍地上部隊は壊滅したが、この攻撃が地中に存在するコルディアムやリング・オブ・ファイア全体の活性化の引き金を引くこととなる。結果、最終的にプロスペロ近傍の火山を噴火させて同地を壊滅状態に追いやっただけでなく、環太平洋全域（特にカスカディア）においても2ヶ月以上にわたって大規模な被害を齎す災害「プロスぺロの大惨事」が発生し、両軍ともに多大な犠牲をもたらした。
エアシップ（AirShip）
AC世界において運用されている超大型航空機。
作中ではその歴史はあまり語られないが、軍民双方で幅広く運用されており、連邦軍・カスカディア独立軍に加えて民間の航空会社でも運用されている。機体はいずれもコルディアムエンジンを2基から4基搭載しており、しばしば河川や港などの水域を使用して離発着することから水上機としての能力も有している。軍で運用されている機体は通常、多数の対空砲や対空ミサイルで武装しているが、一部の機体にはレールガンが搭載されている。軍用機型は非常に強力な能力を有しており、連邦軍では多数のエアシップを擁するエアシップ艦隊「タスクフォース1」を運用していた。また、追加キャンペーンモード「第59戦線」では本来カスカディアの外交用エアシップ船団だったものを改装して軍事転用した「カスカディア・ホワイト・フリート」が登場し、同モードのラストボスとしてプレイヤーたちK-9と交戦する。
作中に登場する機体は以下の通り。なお軍用機型は205級を除きMk.Ⅰ、Mk.Ⅱ、Mk.Ⅲの3タイプが存在しており、上に行くに従って武装が強化されている。
- アヌラ級空中巡洋艦（Anura-class air cruiser）：2基のコルディアムエンジンを搭載し、独特な機体形状を有する全翼機型エアシップ。作中に登場するエアシップの中ではもっとも小型の機体で、軍用型はいずれのタイプも多数の対空ミサイルや対空砲で武装している他、Mk.Ⅲタイプの機体はCIWSを搭載している。また、非武装の旅客機型も存在しており、こちらは民間航空会社で運用されている。
- アルシオン級空中重巡洋艦（Arcion-class air heavy cruiser）：アヌラ級と同じ全翼機型エアシップ。機体形状もアヌラ級に似ているが、いずれのタイプも武装は全て対空ミサイルとレールガン（Mk.ⅢタイプはCIWSも搭載）であり、アヌラ級から大幅に火力が増強されている。
- リットリア級空中巡洋戦艦（Littoria-class air battlecruiser）：上から見るとダイヤモンド状に見える複葉結合翼を有する無尾翼機型エアシップ。アヌラ級及びアルシオン級と比べて多数の武装を有しており、Mk.Ⅰ、Mk.Ⅱは対空ミサイルとCIWSを、Mk.Ⅲはそれらに加えてレールガンを装備する。なおこちらもアヌラ級同様、民間航空会社が運用する非武装の旅客機型が存在する。
- 205級空中戦艦（205-class air battleship）：双ブーム方式の尾翼を有するエアシップ。その機体規模は作中に登場するエアシップの中では最大のサイズで、またエアシップの中では唯一4発のコルディアムエンジンを搭載する。武装も豊富かつ強力で、基本形では発展型対空ミサイルとCIWSを、A型では更にレールガンを搭載する他、最も強力なS型ではA型の武装に加えて小型対空ミサイルも搭載する。なお、劇中では登場しないものの、あるミッションでは無線上の台詞として重量物輸送用の派生型が存在することが示唆されている。

## キャラクター
登場人物のうち、シカリオに所属する者はほぼTACネームで相手を呼び合う。これはTACネームを事実上のコードネームとして扱うことで、賞金稼ぎに身元を悟られにくくするためである。

### シカリオ傭兵団
モナーク（Monarch）
本作の主人公。本名は不明。シカリオのヒットマンチームの隊長。王冠をパーソナルマークとしている。戦争を通じて驚異的な戦果を残し、敵味方問わず畏怖される存在になる。
ロビン・クオ（Robin Kuo）
TACネームはプレジデント（President）。愛称はプレズ。プレイヤーが複座機を選択した場合のみ後部座席に座り、モナークの兵装システム士官（WSO）を担当する。モナークのWSOを唯一担当できる人物。機体のメンテナンスも担当する。
ピーター・ケネディ（Peter Kennedy）
TACネームはディプロマット（Diplomat）。愛称はディップ。ヒットマンチームの2番機。搭乗機はMG-29。鮫の歯をパーソナルマークとしており、ノーズアートとして「IN WAR WE PROFIT」（戦争で金を稼ぐ）という文字を平和のシンボルを交えつつ描いている。カスカディアで政治家の息子として生まれ宇宙飛行士を夢見るが、家族の反対で折衷案として連邦航空アカデミーに入学した。特筆した成績を残せず退学し、辺境国の空軍で経験を積んだ後にシカリオに入る。
イヴリン・ロンドン三世（Evelyn London III）
TACネームはコミック（Comic）。愛称はミック。ヒットマンチームの3番機。搭乗機はF/C-15。道化師をパーソナルマークとしている。カスカディア国防軍の空軍少佐として部隊長を務めていたが、海賊との戦闘でカスカディアへの情報提供者を誤射した責任をとって除隊。その後、辺境で酒に溺れていたところをシカリオからオファーを受け参加する。
アーノルド・フレンケン（Arnold Frenken）
TACネームはカイザー（Kaiser）。シカリオのリーダーであり、自らも戦闘機を駆るアサシンチームの隊長。シカリオが結成されてしばらくしてから参加し、その後リーダーとなる。主に辺境で活動をしていたが、栄誉と金のためカスカディア紛争ではカスカディア独立軍側に立って参戦する。一部の傭兵からはオセアニア戦争で壊滅した傭兵団カバルと繋がりがあるのではないかと噂されている。
ドミニフ・ザイツェフ（Dominic Zaitsev）
コールサインはギャラクシー（Galaxy）。かつては人気バラエティラジオのDJとして活動していたが、スタジオが賭博の囮捜査に巻き込まれ逃亡を余儀なくされる。その後、カイザーと出会いシカリオへと参加した。AWACSのFC-8に搭乗し管制官を務める。パーソナルマークは銀河。

### カスカディア独立軍
ジョシュア・グリフィス（Joshua Griffiths）
コードネームはスターダスト（Stardust）。戦闘機のパイロットかつ、カスカディア独立軍に協力する傭兵たちの窓口役を務める。傭兵のことは好んでいないが、独立のためには彼らの力を借りるのも致し方ないと考えている。搭乗機はMG-29。
追加キャンペーンモード「第59戦線」でも敵方の無線会話の中で登場。マガダンへの上陸はカスカディア解放に繋がらないと考えているが、これを好機と見なしたファウストの意見に圧倒されてしまう。
モーガン・エリザベス（Morgan Elizabeth）
カスカディア国防軍の将校で、オセアニア戦争では連邦軍の一員として活躍した。カスカディア紛争では独立軍として連邦との戦いに臨み、ワイルドボア連隊を率いて連邦軍に抗戦する。紛争初期は劣勢に立たされるが、ヒットマンチームの支援を受けて生き残る。紛争後期にはプロスペロの奪還に参加するが、連邦軍が用いたコルディアム弾頭の巡航ミサイル攻撃を受け戦死する。
チャド・ウッドワード（Chad Woodward）
カスカディア沿岸警備隊所属。カスカディア紛争では独立軍として連邦との戦いに臨み、紛争中期においてバーニング海岸で試験航海していた連邦海軍の最新鋭戦艦の強奪に成功する。この戦艦は「エミネント・ドメイン（Eminent Domain）」と名付けられ、以降も彼が艦長を務める。紛争後期には太平洋の封鎖線突破作戦に参加してエミネント・ドメインの同型艦「デヤヌス」と交戦した他、プレシディア奪還作戦に参加する。
追加キャンペーンモード「第59戦線」ではファウストの指揮の下、マガダン上陸作戦に参加し、上陸部隊への砲撃支援を行う。
ファウスト（Faust）
追加キャンペーンモード「第59戦線」に登場する、カスカディア独立軍の上級将校の女性将軍。ベーリング海峡の空戦後に連邦軍の士気が低下した隙を突き、シカリオに仕事を奪われた傭兵パイロット達やカスカディア海兵隊「ブラック・イーグル師団」を率いて、連邦領であるマガダンへの上陸作戦を立案・指揮する。
かつてはオセアニア戦争で連邦軍の一員として活躍した一方、その過程で戦局を優位に進めるべくオセアニアを人工的な飢饉状態に追い込むなどの行動を取ったことで悪名高い人物だった。やがてオセアニア戦争における何らかの理由で連邦に対して復讐心を抱くようになり、連邦からのカスカディアの完全な独立を実現するべく、マガダン侵攻を立案・実行する傍らでマガダン沿岸部のコルディアム関連施設や地熱エネルギーインフラを破壊することでマガダンのエネルギー産業そのものを崩壊させようとする。侵攻作戦の失敗が確定的になりつつある状況下でもなお自身の計画を続行するべく独立軍から離反し、自身に賛同した離反部隊や傭兵部隊を指揮して北極圏のマガダンエネルギー施設「ベースステーション・ゼロ」を襲撃し、迎撃に出たK-9と交戦する。

### 連邦軍
ドライバー（Driver）
追加キャンペーンモード「第59戦線」での主人公。コールサインはK-9A。太平洋連邦マガダン方面空軍の予備航空師団K-9の1番機。
ブッキー（Bookie）
コールサインはK-9B。K-9の2番機。予備役リストでは最低だったらしく、所詮召集されないと考えていた。
コブ（Cobb）
コールサインはK-9C。K-9の3番機。単なる軽い仕事を理由に予備役に志願したが、今回の召集を受けた事で現実を知ることとなる。
ブリック（Brick）
コールサインはK-9D。K-9の4番機。僚機の中では最年長。召集前はレンガ工をしており、TACネームもそれに由来するものである。
アイ・ティー（Eye-Tee）
K-9AのWSO。プレイヤーが複座機を選択した場合のみ後部座席に座り、ドライバーのWSOを担当する。
ヴィータ（Vita）
連邦軍マガダン方面空軍のAWACSの管制官。K-9の管制の他、ブリーフィングも担当する。
クリムゾン1（Crimson 1）
連邦の治安維持軍に所属するトップエース。クリムゾン中隊の隊長。カスカディア人ではあるがカスカディアの独立に否定的で、連邦の傘下にあることを望んでおり、国家ではなく金のために戦う傭兵を嫌っている。
数々の戦闘でヒットマンチームと交戦するが、ベーリング海峡の戦いで大きな損害を被り、見下していた傭兵の存在によって連邦が敗戦を重ね、戦局が覆されていく状況で次第に精神に異常をきたしていく。
大惨事後のプロスペロでの戦いでは中隊全員が撃墜され、戦死したかに見えた。だが実は生存しており、独立軍によってカスカディア首都プレシディア奪還が目前に迫り、独立戦争そのものが停戦されようとする間際に、PW-Mk.Iに搭乗してコルディアム弾頭ミサイルをプレシディアに発射。連邦軍とカスカディア独立軍の両軍を壊滅させ、モナークとプレシディア上空で一騎打ちに及ぶが、最後は撃墜され戦死した。
追加キャンペーンモード「第59戦線」では、ベーリング海峡の空戦からの撤退時にソーン・ローズ隊の追撃を受ける形で登場しドライバーらK-9によって救出される。それを見たクリムゾン1は「犬(=傭兵)には犬(=Canine=K9)をぶつける」と呟いていた。
クララ・ラスク（Klara Rask）
TACネームはフロスト・ドルイド（Frost Druid）。オセアニア戦争では傭兵としてオセアニア側で参加していたが、戦局の不利を悟って連邦へ転向した。その後はイカロス・アーモリーズのテストパイロットとして活動し、カスカディア紛争ではハルケマ工業団地を攻撃したヒットマンチームに対し、試験機のSP-34Rに搭乗して戦闘を繰り広げる。プロスペロの大惨事の直後、素性が漏れ懸賞金がかけられたヒットマンチームの面々を殺害するため、X-PFに搭乗しマスターグース中隊と共に攻撃する。しかしヒットマンチームの反撃で撃墜され、機体からの脱出を拒み戦死する。
スチール1（Steel 1）
追加キャンペーンモード「第59戦線」に登場する、連邦治安維持軍ウランバートル方面所属のスチール隊隊長。カスカディア独立軍によるマガダン上陸の報せを受け、援軍として駆けつける。

### シカリオ以外の傭兵
マスターグース1（Master Goose 1）
傭兵組織の中隊長。ジェスタ諸島を拠点とするバーロックに雇われており、シカリオから攻撃を受けたバーロックの救援に赴くが間に合わず、シカリオに対し戦闘の意思がないことを告げる。カスカディアで独立戦争が起こっていることをカイザーに伝え、自身もまたカスカディア独立軍に参加する。しかしシカリオの過度な活躍によって思うように報酬が得られていないことに苛立ち、連邦へ寝返る。F/S-15に搭乗し、クララ・ラスクと共にヒットマンチームを攻撃するも撃墜される。
ソーン・ローズ（Thorn Rose）
追加キャンペーンモード「第59戦線」に登場する、赤道辺境所属のエース級傭兵部隊。オセアニア戦争ではオセアニア側の傭兵部隊として戦っていたが敗北を喫して以降、連邦を恨むようになる。作中ではベーリング海峡空戦後に被害を受け撤退するクリムゾン中隊を追撃していたが、その矢先でK-9と遭遇し戦闘になり、全機撃墜される。

### その他
ダストマザー（Dust Mother）
大厄災後の世界で信仰されている神。「炎の書」によれば人々は彼女の手によって土から生まれ、彼女の元へ還るとされる。 たびたび「ダスト・マザーの加護」などの言葉が会話中に現れるほか、「第59戦線」のあるミッションでは、撤退する友軍に取り残された兵士が「塵よ、今還ります」といった文言を唱え、手榴弾で自決する場面もみられる。

## 登場機体
登場する機体の多くは外見こそ実在する戦闘機だが、ヘンダーソン・コーポレーションやマガンスク・エアロノーティカル・デザイン・ビューローなどの架空メーカーによって製造されている設定であり、実際とは異なる名称や、細部の形状が実在機と異なる仕様で登場している。各戦闘機の搭載武装は、基本的には機関砲とスタンダードミサイルに加え、様々な種類の特殊兵装からなる。特殊兵装は最大3スロットに搭載可能で、同じ特殊兵装を複数のスロットに搭載すると弾数や連続発射数が増加する。また、マルチロックオン系の兵装は、搭載する際のハードポイントの数によって最大同時ロックオン数が変動する。
特殊兵装とは別に特殊モジュールがあり、全機種共通でミサイル欺瞞用のフレアを搭載可能。また、一部の機体は迎角リミッター解除によって、速度を犠牲に高速旋回が可能となる。ただしモジュールは1つしか使えないため、フレアと迎角リミッターを同時に持ち込むことはできない。
複座機を選んだ場合、後席にはWSOとしてロビン・クオ（TACネーム「プレジデント」）が搭乗する。彼女が搭乗する場合、各ミッションで台詞が変動するほか、攻撃時やミサイル接近時の台詞を彼女が言うようになる。
T-21
MG-21を練習機仕様として改良した機体。
T/F-4
F/E-4を練習機仕様として改良した機体。複座機。
MG-21
モデルはMiG-21。
SV-37
モデルはサーブ 37 ビゲン。
F/E-4
モデルはF-4E。複座機。
F/C-16
モデルはF-16C。
CR.105
モデルはCF-105。複座機。
SK.25U
モデルはSu-25UB。複座機。
MG-31
モデルはMiG-31。複座機。
F/D-14
モデルはF-14D。複座機。
MG-29
モデルはMiG-29。
ACCIPITER
モデルはハリアー II。VTOL機構によるホバリング機能を持ち、ストールを起こさないのが特徴。
F/E-18
モデルはF/A-18E。
F/C-15
モデルはF-15C。
SK.27
モデルはSu-27。
SK.37
モデルはSu-37。SK.27と異なり対地系特殊兵装を装備することが出来ない。また尾翼もSu-27と同じ形状になっている。
F/S-15
モデルはF-15 ACTIVE。モデル機と異なりコックピットは単座型。
VX-23
F-22をJ-20風にしたようなクローズドカップルデルタ翼の機体。モデル機の通りウェポンベイもあってステルス機に近いフォルムだが、ステルス性能は持たない。
ACG-01 CHIMERA
双発エンジン搭載のダブルデルタ翼が特徴の機体。主翼・機首周りはF-16XLに、尾翼周りはYF-23に、エンジン周りはSu-57に近い形状となっている。
SP-34R
イカロス・アーモリーズが開発した実験機。コードネームは「スピア」で、その飛行データは後述するPW-Mk.Iに活用されている。
ミサイルは搭載できない代わりに多種多様な砲弾を発射可能な機関砲やレールガンを搭載している。可変翼を採用しており、低速飛行時は全体的に翼が広く展開されるが、高速飛行時は主翼の翼端や水平尾翼が一部収納される。
PW-Mk.I
イカロス・アーモリーズが開発した、次世代戦闘機のプロトタイプ機。PWは「Project Wingman」の略。本来はエアシップ等の超大型航空機の動力源として使われているコルディアムエンジンを小型化の上二基搭載しており、飛行時にはエンジンから発光する粒子を散布しながら飛行する。全方位に一斉発射が可能な多連装ミサイルランチャーやレールガンを装備している。
クリムゾン1が搭乗する機体は、連射可能なレールガンや、プレシディア壊滅に使用したコルディアム弾頭ミサイルを搭載している。また、灰色の球体状のフィールドを展開し赤色に変化すると範囲内に侵入した敵にダメージを与える範囲攻撃兵器や、青色のフィールドを展開し中心部からレールガンのような閃光を放って攻撃する兵装を持つ。
X-PF
「Frontline:59」にて、コンクエストモード専用機として追加されたPW-Mk.Iの試作型。PW-Mk.Iとは、大まかなフォルムとBML-Uを共有してはいるものの、コルディアムエンジンではなく通常のジェットエンジンを搭載している他、カナードの位置やコクピットキャノピーの装甲化など幾つかの外観上の差異が見受けられる。

※以下は非プレイアブル機体
P.28
攻撃ヘリ。モデルはMi-28。連邦軍およびコンラッド・セキュリティが運用。
EP-215
輸送ヘリ。モデルはAS 332。カスカディア・連邦両軍が運用するほか、シカリオの特殊部隊ローニンの輸送や、連邦軍が起こした森林火災で出動したカスカディアの消防隊としても登場。
I/A-52
爆撃機。モデルはB-52。両軍ともに運用。機体に当たり判定があるため、撃墜の前後を問わずプレーヤー機が衝突する危険がある。
C/T-17
輸送機。モデルはC-17。両軍ともに運用。当たり判定あり。
サルヴェミニ葡萄園の作戦では、カスカディア独立軍が対地攻撃機（ガンシップ）として改修した機体を投入しているのも確認できる。
FC-8
AWACS（早期警戒管制機）。両軍ともに運用している他、シカリオのギャラクシーも本機を使用する。当たり判定あり。
レドームのない空中給油機や、派生元である旅客機「C-8」、カスカディアの消防隊所属の「CF-8」も登場する。
Sk.30
戦闘機。モデルはSu-30。連邦軍が運用。

## 開発
開発そのものは2015年11月頃に始まった。開発者のRB-D2にゲーム制作の経験はほぼなく、Unreal Engineで作っていた試作品が最終的にProject Wingmanになった。2017年にはEpic Gamesが開催する、優秀なデベロッパーへの経済的支援を目的としたUnreal Dev Grantsに受賞し資金を獲得した。また、アルファ版を無料公開しユーザーから意見を集めつつ、ユーザーに任意の値段でのドネーションを求めた。2018年にはKickstarterで35,000豪ドルを目標としてクラウドファンディングを始め、16時間で目標額を達成した。最終的に114,544豪ドルが集まり、作曲家や声優の起用が可能となった。その後、発売日は2020年夏としていたが、2021年初頭へと延期された。しかし開発は想定より速く進んだとされ、2020年12月に繰り上げる形で発売に至った。
空の描写はSimul Softwareが開発したリアルタイム天候生成システムの「trueSKY」が使われている。